# Canon de 155 mm GPF
 (février 2017).
Si vous disposez d'ouvrages ou d'articles de référence ou si vous connaissez des sites web de qualité traitant du thème abordé ici, merci de compléter l'article en donnant les références utiles à sa vérifiabilité et en les liant à la section « Notes et références ».
Le canon de 155 mm Grande Puissance Filloux (GPF) mle. 1917 est un canon de 155 mm utilisé par l'armée française pendant la première moitié du XXe siècle.

## Histoire

### Première Guerre mondiale
Le canon est conçu pendant la Première Guerre mondiale par le lieutenant-colonel Filloux pour répondre au besoin urgent d'une pièce  d'artillerie lourde moderne et à longue portée, et est devenu le canon de campagne lourd standard de l'armée française à partir de juin   1917.  Il le reste jusqu'à la Seconde Guerre mondiale,  en concurrence avec le  Canon de 220 mm L Mle 1917 Schneider (en) — apparu trop tard pour participer au premier conflit mondial, 99 pièces étaient en service en 1939.
Le canon de 155 mm GPF est caractérisé par son affût biflèche (les flèches ouvrantes sont une nouveauté dans les matériels français de cette époque) qui permet d’obtenir un champ de tir horizontal de 60°, par sa faible hauteur de genouillère (1,38 mètre) et par la largeur de sa voie (2,7 mètres). En concurrence dès 1917 avec le canon de 155 L modèle 1917 Schneider étudié pour la traction hippomobile, il est conçu d'emblée pour la traction automobile et tracté par un camion Latil TAR (tracteur d'artillerie roulant) B5 à quatre roues motrices.  il est réalisé conjointement aux ateliers de Bourges pour le tube, aux usines Renault à Billancourt pour l'affût et assemblé à Puteaux. Engagé en juin 1917 sur le front des Flandres, il était disponible à 26 exemplaires en août, et à 224 le 11 novembre 1918, pour une production totale de 400 exemplaires à la même date. 
Il est adopté par l’armée  américaine qui l'utilise encore dans l'entre-deux-guerres aux Philippines et dans la zone du canal de Panama. Il sert de base à la création du 155 mm HM1 américain.
En 1918, l’atelier de Puteaux mit au point le canon de 155 GPF-CA à chambre agrandie (CA) qui permet d'augmenter substantiellement la portée (qui passe de 16 000 m à 19 500 m et d'augmenter la durée de vie du tube de 4 000 à 8 000 coups. 
La bouche à feu se compose d’un tube canon renforcé par plusieurs manchons et frettes, porté par un bloc d’acier appelé glissière reposant sur l’affût. Ce dernier, en acier moulé, repose sur un châssis portant à l’avant sur l’essieu et les roues et est relié à l’arrière à deux flèches permettant d’ancrer la pièce.
L'appareil de pointage est constitué d'un niveau à vis globique portant un goniomètre. 
C'est le seul canon portant des inscriptions incitant à l'entretien :  « Un canon bien entretenu en vaut deux »  sur le boîtier de commande de la direction et « Soyez bons pour vos freins ! » sur la glissière du frein (la première inscription n'existe pas sur les canons utilisés par les États-Unis). Il demande en effet une surveillance particulière et un entretien rigoureux.

### Seconde Guerre mondiale
À la veille de la Seconde Guerre mondiale, le parc d’artillerie français dispose de 440 pièces de 155 mm GPF mais seulement 352 pièces d'artillerie sont mobilisées en avril 1940. 
En  1939 un nouveau modèle 155 GPF-T (T pour « Tousard »  le capitaine dirigeant la modernisation) entre en production. L'affût est rehaussé de 60 cm ce qui évite de creuser une fosse de recul. La flèche est allégée et les pneumatiques renforcés. Il est tracté par un camion Laffly S35T à six roues motrices.
Les Allemands en capturent et les utilisent sous le nom de 15,5-cm K.417 (f), 15,5-cm K.418 (f) et 15,5-cm K.419 (f) selon les modifications. Elles sont utilisées au siège de Tobrouck en 1941, en Finlande et une cinquantaine sur le Mur de l'Atlantique. Le 155 GPF employé en cuve nécessite une ouverture, dans le plancher ou le béton, pour pouvoir faire évoluer le bloc culasse lors du tir mais sa capacité de pointage rapide sur un grand angle en fait une bonne pièce côtière. Six canons sont ainsi en position sur la pointe du Hoc début juin 1944. Leur menace est jugée suffisante pour justifier une neutralisation préalable au débarquement par un bataillon de rangers.
Certaines des pièces utilisées par la Wehrmacht sont complétées soit par un bloc lunette placée à droite, permettant ainsi le pointage rapide sur le but à atteindre, soit d’un cadran du côté gauche permettant la mise en batterie rapide lors du calcul en site. Autre modification notable effectuée par la présence d’un volant sur la flèche de droite, permettant la rotation rapide de la pièce sur son chemin de roulement circulaire.

Canon de 155 mm GPF
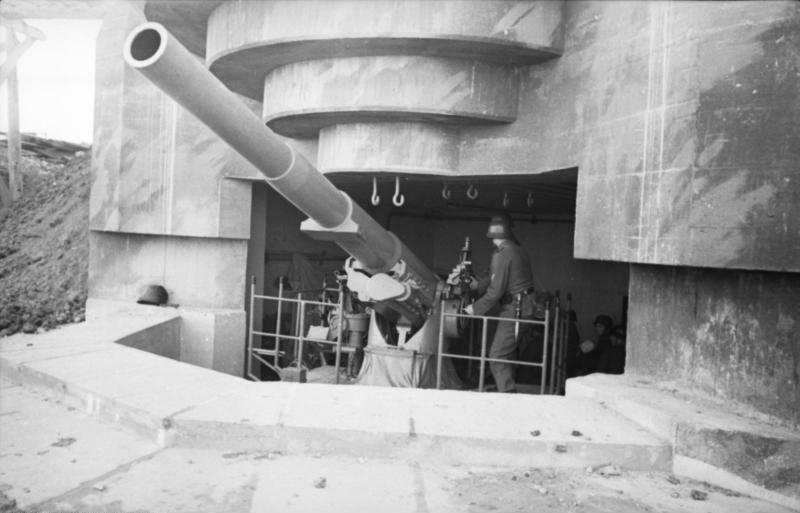
21 mars 1944 : Canon de 155 mm GPF sur le Mur de l'Atlantique verson  418(f) allemande.
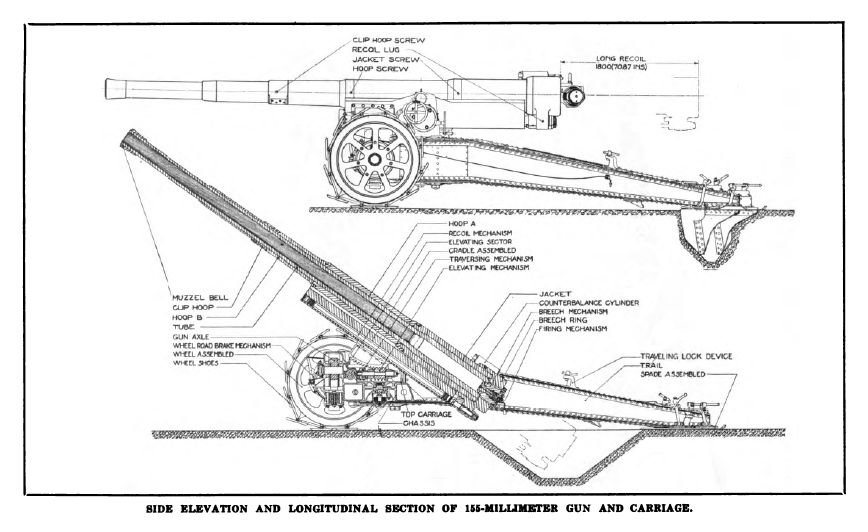
Dessin 155 mm GPF : La fosse nécessaire au mouvement de la culasse est bien visibles sur l'image du bas. Ce besoin disparait avec la version 155 mm GPF-T
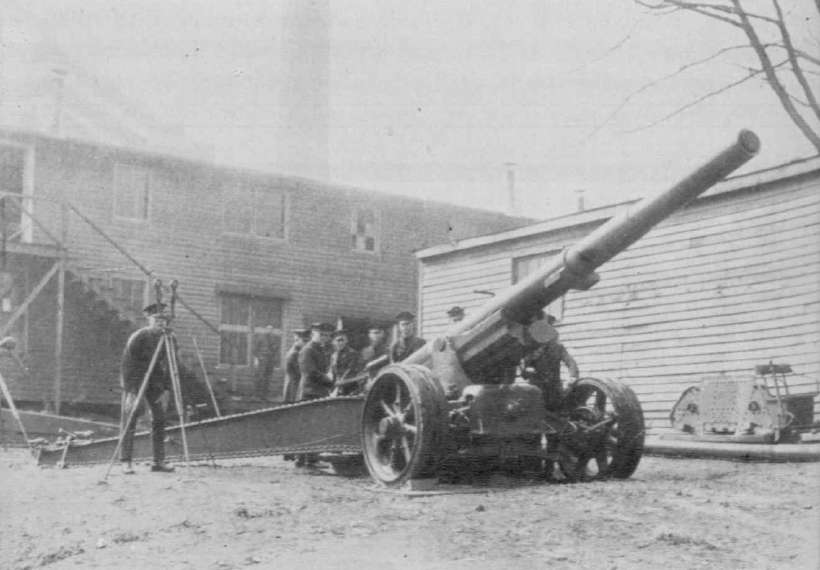
155 mm GPF en batterie
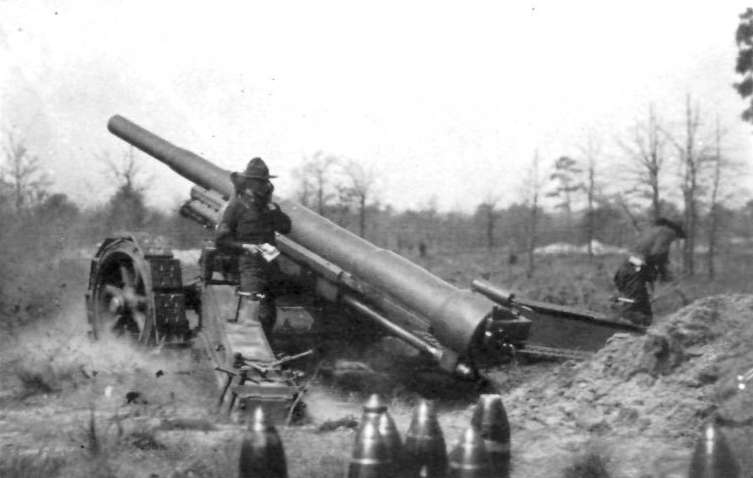
En batterie au camp Bragg
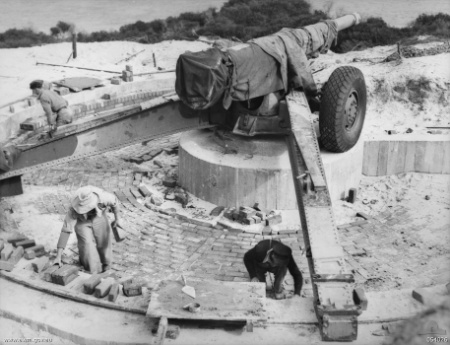
GPF sur montage Panama (Garden Island (Australie-Occidentale), 1943)
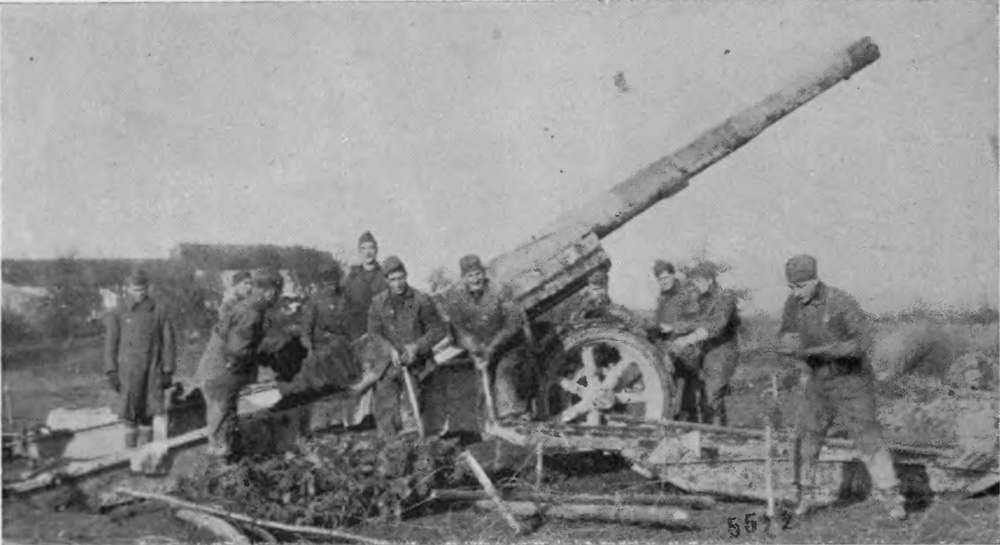
Canon du United States Army Coast Artillery Corps (en), France, 1918.

## Culture populaire
- Le canon de 155 mm est présent dans le jeu de stratégie R.U.S.E.. et Men of War.
- Dans le jeu vidéo Call of Duty 2, l'une des missions de la campagne des Rangers américains consiste à neutraliser six canon de 155 mm sur la Pointe du Hoc.
- Le canon de 155 mm GPF est aussi le canon d'artillerie français de 1942 dans le jeu-vidéo Hearts of Iron IV.